# Michaela Nix
Michaela Nix (* nach 1960) ist eine deutsche Filmproduzentin.

## Biografie
Nix, die 1997 an einer Folge der Actionserie Die Gang mit Uwe Ochsenknecht und Moritz Bleibtreu in den Hauptrollen als Produktionsmanagerin mitwirkte, arbeitet seit 1998 als TV-Producer – am Beginn ihrer Laufbahn für die Westdeutsche Universum Film GmbH und ab 2000 für die UFA Fernsehproduktion. Seit 2012 war sie als Produzentin für die Sparte UFA Fiction zuständig. Unter ihrer Verantwortung entstanden im Zeitraum von 17 Jahren beispielsweise die Pilcher-Adaptionen sowie im Zeitraum 2002 bis 2016 42 Folgen der Kriminalreihe Ein starkes Team mit Maja Maranow und Florian Martens in den Hauptrollen sowie ab 2016 mit Stefanie Stappenbeck. Im Juni 2015 wurde bekannt, dass Michaela Nix das Unternehmen verlässt, um sich neuen Aufgaben zu widmen. Zuvor schob sie noch eine ARD-Degeto-Film-Produktion in die Startlöcher, nämlich Die Diplomatin mit Natalia Wörner in der Titelrolle. Der 2015 erstausgestrahlte Pilotfilm Entführung in Manila sowie die 2016 gesendete Folge Das Botschaftsattentat wurden von ihr für die UFA Fiction produziert.
Zum Jahresanfang 2016 wechselte Michaela Nix zur Produktionsfirma Eikon Media, wo sie als Produzentin im Bereich Fiktionale Programme tätig ist. Eine ihrer ersten Produktionen an ihrem neuen Arbeitsplatz war das Fernsehdrama So auf Erden von Till Endemann, das 2017 veröffentlicht wurde. Edgar Selge verkörperte darin einen charismatischen Prediger, der zusammen mit seiner von Franziska Walser gespielten Frau eine freikirchliche Gemeinde leitet. Als das Paar den drogensüchtigen Straßenmusiker Simon (Jannis Niewöhner) bei sich aufnimmt, gerät das Leben beider aus den Fugen.

## Filmografie (Auswahl)
– Fernsehfilme, wenn nicht anders angegeben –
- 1997: Die Gang (Fernsehserie, Folge Die Falle; als Produktionsmanagerin)
- 2001: Rosamunde Pilcher: Blumen im Regen
- 2001: Rosamunde Pilcher: Küste der Träume
- 2001: Rosamunde Pilcher: Wind über dem Fluss
- 2002: Ein starkes Team: Der Mann, den ich hasse (Krimiserie)
- 2002: Ein starkes Team: Träume und Lügen
- 2002: Ein starkes Team: Kinderträume
- 2003: Ein starkes Team: Kollege Mörder
- 2003: Ein starkes Team: Blutsbande
- 2003: Ein starkes Team: Das große Schweigen
- 2003: Rosamunde Pilcher: Gewissheit des Herzens
- 2004: Rosamunde Pilcher: Liebe im Spiel
- 2004: Ina & Leo (Fernsehserie)
- 2004: Delphinsommer
- 2004: Rosamunde Pilcher: Dem Himmel so nah
- 2004: Ein starkes Team: Der Verdacht
- 2004: Ein starkes Team: Sicherheitsstufe 1
- 2005: Ein starkes Team: Lebende Ziele
- 2005: Ein starkes Team: Ihr letzter Kunde
- 2006: Ein starkes Team: Dunkle Schatten
- 2006: Ein starkes Team: Gier
- 2006: Ein starkes Team: Zahn um Zahn
- 2007: Rosamunde Pilcher: Flügel der Hoffnung
- 2007: Rosamunde Pilcher: Wind über dem See
- 2007: Ein starkes Team: Stumme Wut
- 2007: Ein starkes Team: Blutige Ernte
- 2007: Ein starkes Team: Unter Wölfen
- 2008: Ein starkes Team: Hungrige Seelen
- 2008: Ein starkes Team: Mit aller Macht
- 2009: 30 Tage Angst
- 2009: Rosamunde Pilcher: Herzenssehnsucht
- 2009: Rosamunde Pilcher: Entscheidung des Herzens
- 2009: Ein starkes Team: Die Schöne vom Beckenrand
- 2009: Ein starkes Team: Geschlechterkrieg
- 2009: Ein starkes Team: La Paloma
- 2009: Ein starkes Team: Das große Fressen
- 2010: Der letzte Patriarch
- 2010: Ein starkes Team: Dschungelkampf
- 2010: Ein starkes Team: Im Zwielicht
- 2011: Ein starkes Team: Blutsschwestern
- 2011: Ein starkes Team: Tödliches Schweigen
- 2011: Ein starkes Team: Am Abgrund
- 2012: Ein starkes Team: Die Gottesanbeterin
- 2013: Ein starkes Team: Prager Frühling
- 2013: Ein starkes Team: Die Frau im roten Kleid
- 2013: Ein starkes Team: Die Frau des Freundes
- 2014: Die Legende der Maske
- 2014: Bella Block: Für immer und immer (Kriminalserie)
- 2014: Winnetous Weiber
- 2014: Ein starkes Team: Alte Wunden
- 2014: Ein starkes Team: Der Freitagsmann
- 2014: Ein starkes Team: Späte Rache
- 2015: Der Pfarrer und das Mädchen
- 2015: Ein starkes Team: Tödliche Verführung
- 2015: Ein starkes Team: Stirb einsam!
- 2015: Ein starkes Team: Beste Freunde
- 2015: Ein starkes Team: Tödliches Vermächtnis
- 2015: Die Diplomatin: Entführung in Manila
- 2016: Ein starkes Team: Geplatzte Träume
- 2016: Ein starkes Team: Knastelse
- 2016: Ein starkes Team: Tödliche Botschaft
- 2016: Die Diplomatin: Das Botschaftsattentat
- 2016: Die Diplomatin – Entführung in Manila
- 2017: So auf Erden
- 2018: Herr und Frau Bulle (Fernsehserie, Folgen Tod im Kiez und Abfall)
- 2019: Lucie
- 2021: Der Dänemark-Krimi: Rauhnächte (Fernsehreihe)
- 2021: Rosamunde Pilcher: Wind über dem Fluss
- 2023: Der Dänemark-Krimi: Blutlinie (Fernsehreihe)